# Такелот II
Такелот II (Сетепенра Такелот II Си-Иси [Сын Исиды] Мериамон) — фараон Древнего Египта из XXII (Ливийской) династии, правивший приблизительно в 840—817 годах до н. э.
Такелот II был сыном фиванского верховного жреца Амона Нимлота и внуком Осоркона II. Большинство исследователей считает, что Такелот не был прямым наследником своего деда, а правил после Шешонка III.
Правил в Танисе. К правлению Такелота II относят начало «додекархии» в Древнем Египте. В начале своего правления он усмирял восстания в Фиваиде, недовольной северной солдатской династией: последствием этого было ослабление царской власти и постепенный распад Египта. Первым, кто вышел из-под власти фараона, был номарх Петубастис I, провозгласивший себя основателем новой, XXIII, династии. Следы строительной деятельности Такелота II остались в Карнаке, где он украсил «зал Бубастидов».